# Radovin
Radovin, je selo u općini Ražanac, Zadarske županije

## Zemljopis
Selo Radovin nalazi se 15 km istočno od Nina, Ravni kotari. Sastoji se od više zaselaka koji se prostiru po brežuljcima uzduž plodnog polja. 
Radovin graniči sa selima: Slivnica, Krneza i Jovići.

## Stanovništvo
| broj stanovnika | 266   | 261   | 295   | 308   | 298   | 301   | 400   | 429   | 502   | 583   | 662   | 666   | 648   | 724   | 561   | 549   | 527   |
|                 | 1857. | 1869. | 1880. | 1890. | 1900. | 1910. | 1921. | 1931. | 1948. | 1953. | 1961. | 1971. | 1981. | 1991. | 2001. | 2011. | 2021. |

## Povjest
U obližnjoj Beretinovoj gradini iskopani su (od 1963.) ostatci liburnskog naselja iz pretpovijesnog vremena (obrambene zidine, kuće pravokutne osnove zidane u kamenu i dr.). Naselje je bilo naseljeno i u rimsko doba, o čemu svjedoče velike količine keramike i drugog materijala. Naseljen u srednjem vijeku, za vrijeme prodora Turaka, Radovin je bio prevažno stražarsko mjesto vrlo širokoga zadarskog i ninskog teritorija, tako da nitko ni iz Islama, ni Poličnika, ni Nadina ni iz Zemunika nije mogao proći, a da ga odavde ne primijeti. O toj strateškoj važnosti svjedoče i ostatci građevina iz tog i ranijih vremena na Beretinovoj glavici. Na zapad, uz more nalazilo se prekrasno malo naselje u vlasništvu zadarske plemićke obitelji Ljubavac. Početkom 18. stoljeća. bio je ninska kapelanija.

## Spomenici i znamenitosti
Župni ured Gospe od zdravlja, Radovin, 23248 Ržanac, općina Ražanac.
Župnik: don Srećko Frka-Petešić (Svećenički dom, Trg sv. Stošije 1, 23000 Zadar
Matične knjige se vode od 1825.
Stn.: 561
Župna crkva Gospe od Zdravlja (prije joj je bio naslovnik Gospe od Ružarija). Podignuta je 1687., produžena i obnovljena 1966. i napravljen novi zvonik s dva zvona. Ponovno je obnovljena 1996.  Zvonik obnovljen 2001. Crkva je jednobrodna sa sakristijom; glavni oltar drveni sa svetohraništem i kipom Gospe od Zdravlja; kameni oltar prema puku.
Sv. Petra ap. Crkvica smještena na sadašnjem groblju u neposrednoj blizini Beretinove glavice (gradine). Potječe iz 09./10., st. o čemu svjedoče sačuvani tragovi arhitekture. Srušena je za turskih ratova, a obnovljena 1911. Godine 1918. izbio je požar te je sva izgorjela. Obnovljena je 1939.  i ponovno 1999. 
Oko crkve je mjesno groblje a vide se ostaci i starijeg groblja (stećci).
Župna kuća nalazi se blizu župne crkve
Radovin je malo selo u Zadarskom zaleđu i spada pod općinu Ražanac. Po popisu stanovništva iz 2001. godine ima 561 stanovnika, nekoliko dućana, crkvi, prirodnih izvora vode. Također mjesto ima biciklističku kros stazu.

## Kultura
Godine 1808. imala je bratovštinu Gospe od Ružarija. Sačuvano je starohrvatsko glagoljaško pjevanje, koje još uvijek predvode dva kora pjevača. Godine 2001. KUD “Radovin” izdao je nosač zvuka “Zapjevaj mi moje grlo jasno, uj’tro rano i uvečer kasno” na kojem se nalaze stari domaći pučki napjevi, napjevi mise i drugih obreda kroz crkvenu godinu. Godine 2003. izašla je monografija Radovin koju je uredio župnik don Ivan Kevrić s prikazom povijesti, crkvenih zdanja, etnografije, školstva i folklornih aktivnosti mjesta i župe, uz sudjelovanje prof. Livija Marijana i prof. Mile Marasović. Crkveni pjevači i KUD “Radovin” iz Radovina više puta su nastupali u Zadru i Hrvatskoj (između ostaloga i u Gavelli u Zagrebu 2008. g.) s izvedbom pučkih glagoljaških napjeva (stalni dijelovi Mise, Zdravo Tilo Isusovo, U se vrime godišta, Gospin plač…).Isto tako pjevanje koje se njeguje u Radovinu postalo je prepoznatljivo, pa spomenuti pjevači. kantori izvode svoje napjeve po eminentnim skupovima. Upravo napjev orcanja je kandidiran pri UNESCO-u za zašttu nematerijalne kulturne baštine. pa je i KUD RADOVIN dobitnik povelje o zaštiti istih.